# 1972
1972 (MCMLXXII) var ett skottår som började en lördag i den gregorianska kalendern. Detta år blev två sekunder längre än vanligt, då man, förutom skottdagen även införde två skottsekunder.

## Händelser

### Januari
- 1 januari

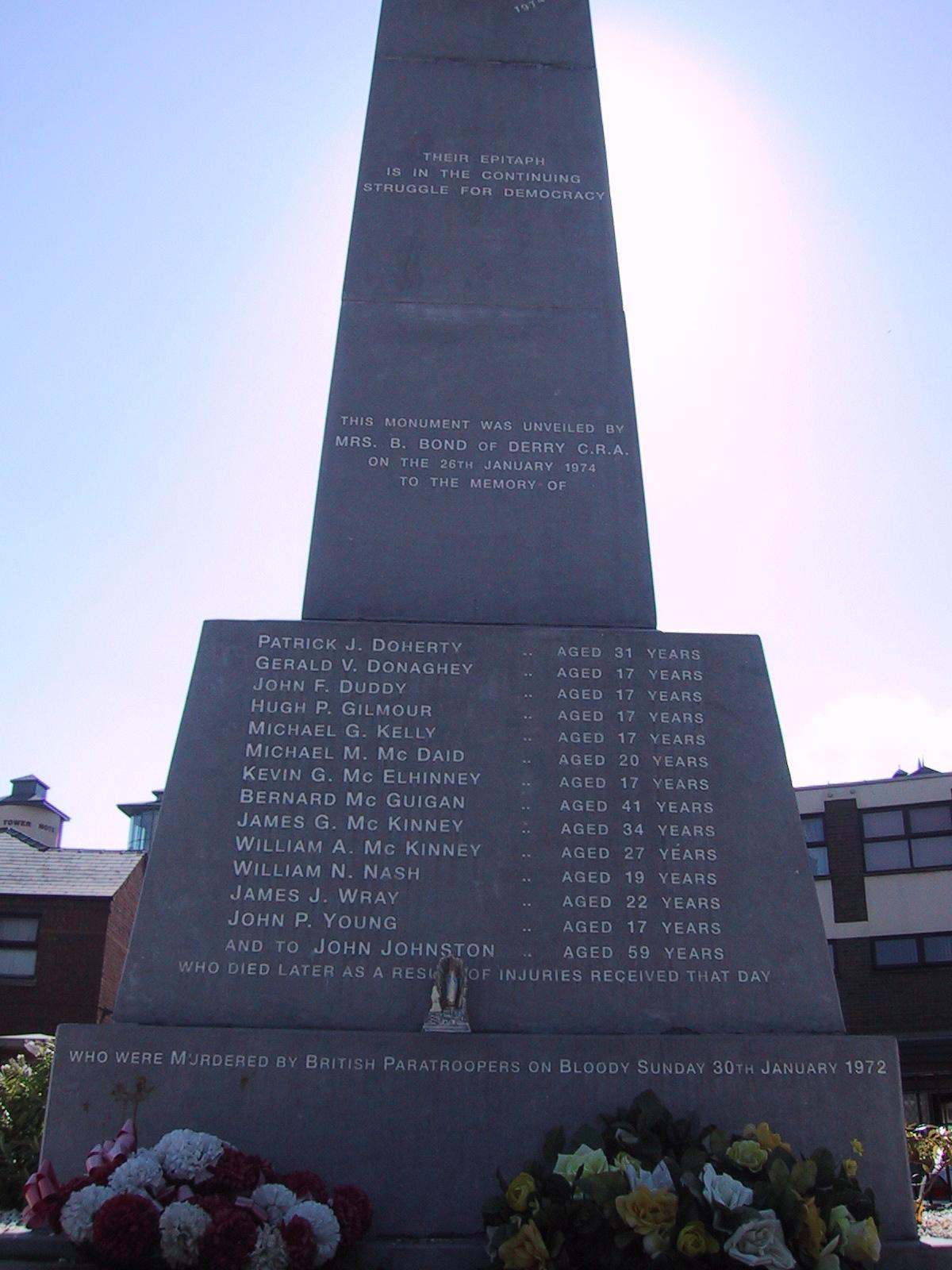
Blodiga söndagen (1972).

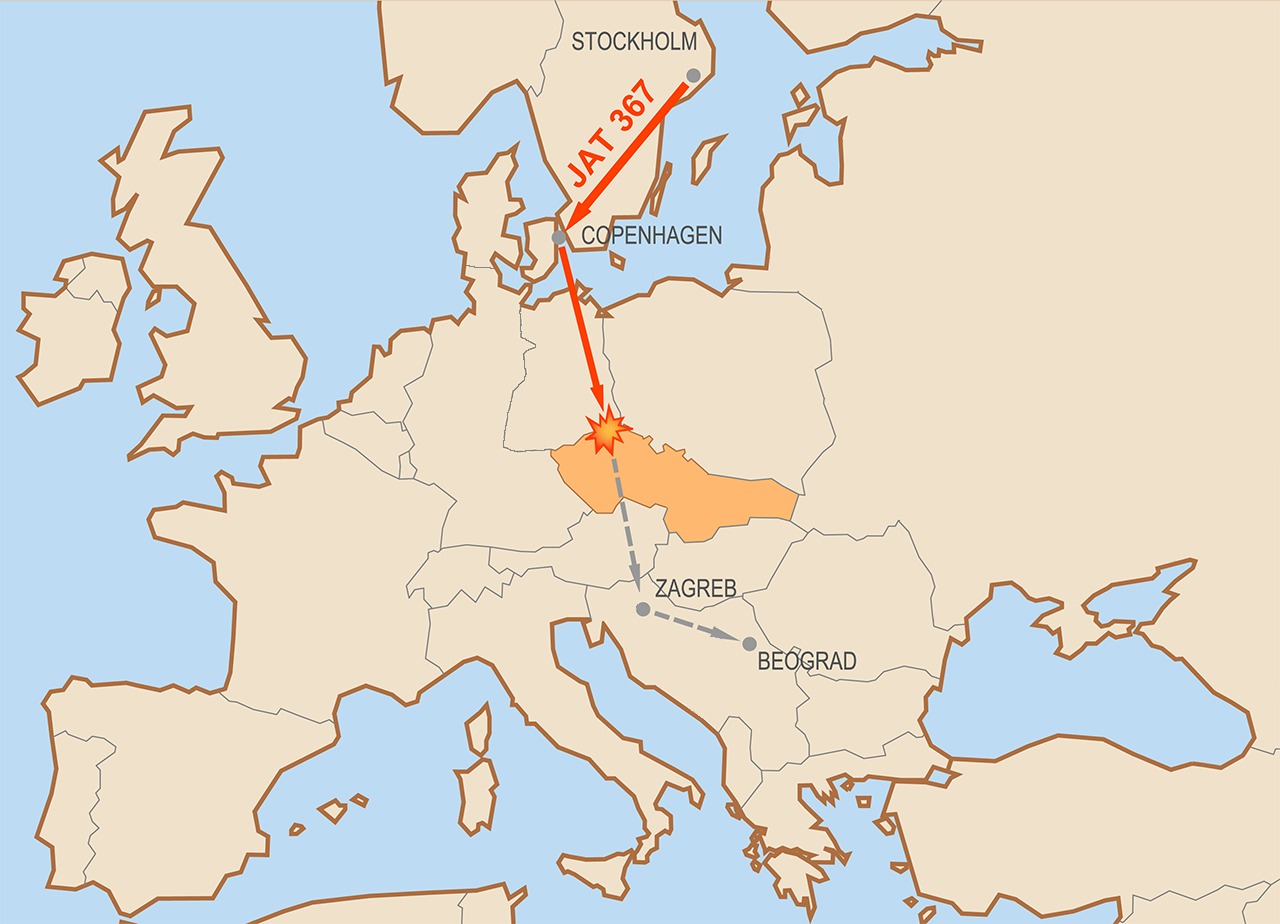
JAT Flight 367.

  - Kurt Waldheim tillträder som FN:s generalsekreterare [1]
  - Stockholms Enskilda Bank och Skandinaviska Banken går ihop Skandinaviska Enskilda Banken, med Marcus Wallenberg som styrelseordförande [2].
- 7 januari – En Caravelle från spanska flygbolaget Iberia Airlines störtar över Ibiza, Spanien och 104 personer omkommer[3].
- 14 januari – Vid den danske kungen Fredrik IX:s död efterträds han på tronen av sin dotter Margrethe II, som därmed blir regerande drottning av Danmark.[4]
- 16 januari – Borrning efter petroleum inleds på Gotland [5].
- 21 januari – En tankbil med 23 ton fenol slirar in i vattenverket i den jylländska byn Simmerstedt i Danmark. Giftiga ångor sprids ut, dricksvattnet förgiftas och 80 ton odlade laxöringar dödas [6].
- 26 januari – 27 personer omkommer då JAT Flight 367, på väg från Stockholm till Zagreb, kraschar vid orten Srbská Kamenice i Tjeckoslovakien efter att en bomb detonerat ombord. Kroatiska separatister, med koppling till Ustasja, tar på sig dådet. En 28:e person, flygvärdinnan Vesna Vulović, skadas allvarligt men överlever mirakulöst fallet på över 10 000 meters höjd.
- 27 januari – Första numret av den svenska tidskriften Folket i Bild/Kulturfront utkommer med Jan Myrdal som ansvarig utgivare [2].
- 30 januari – 13 personer skjuts ihjäl och ett 50-tal skadas under sammandrabbningar i Londonderry i Nordirland mellan demonstranter och brittisk militär [7].

### Februari

De 11:e Olympiska vinterspelen hölls i Sapporo, Japan.

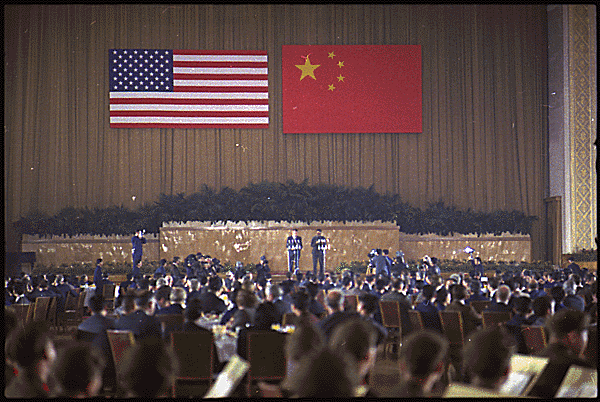
Richard Nixons besök i Kina 1972.

- 3 februari – De 11:e olympiska vinterspelen invigs i Sapporo med deltagare från 35 länder [7]. Framgångar har bland andra Sveriges Sven-Åke Lundbäck, som vinner herrarnas 15 kilometer längdskidåkning [2].
- 17 februari – Antalet sålda Volkswagenbubblor överstiger T-Fordens antal, med över 15 miljoner exemplar [4].
- 21 februari – USA:s president Richard Nixon inleder ett veckolångt besök i Kina och får för första gången träffa Mao Zedong [7].
- 26 februari – Kvinnogruppen Skärholmsfruarna demonstrerar mot höga matpriser i Sverige [7].

### Mars

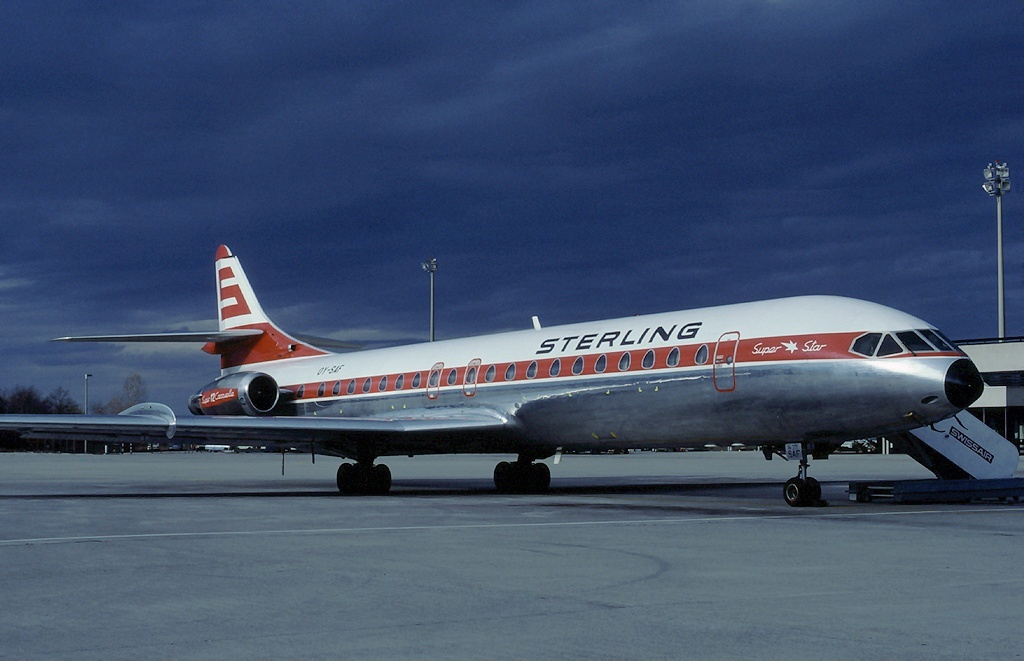
Sterling Airways Flight 296.

- 14 mars – En Caravelle från Sterling Airways störtar mot ett berg utanför Dubai vid Persiska viken och 112 personer omkommer[3].
- 23 mars – Den svenska värnpliktsriksdagen upplöses i kaos och beskyllningar om åsiktsregistrering då en person som antas tillhöra SÄPO har gjort anteckningar om dem som talat [5].
- 24 mars
  - Brittiska regeringen tar över styret av Nordirland efter den senaste tidens oroligheter [4].
  - Filmen Gudfadern har premiär i USA.
- 31 mars – SJ tar sitt sista aktiva driftsånglok för persontåg ur reguljär tjänst [8].
- Mars – Den svenska grundlagsberedningen avger sitt slutbetänkande.

### April
- April – 5 374 personer dödas vid ett jordskalv i Qir, Iran [9].
- 6 april – USA återupptar bombningarna i Nordvietnam då nordvietnamesiska soldater invaderat Sydvietnam [1].
- 8 april – Svensken Kjell Isaksson slår nytt världsrekord i stavhopp på 5,51 m och är därmed först i världen med att hoppa över fem och en halv meter [2].
- 9 april – Cirka 2 000 ton oljeskadade fåglar avlivas vid östkusten på svenska ön Öland i Östersjön. Oljan antas bero på utsläpp till havs [6].
- 16 april - Efter en ny nordvietnamesisk offensiv återupptar USA bombningarna av Hanoi och Haiphong i den så kallade Nguyen Hue-offensiven under vietnamkriget.
- 21 april - Apollo 16 landar på månen.

### Maj
- 5 maj

Ceylon blir Sri Lanka.

  - 115 personer omkommer då en DC-8 kolliderar med en bergvägg utanför Palermo, Italien [3].
  - 15-årige Björn Borg blir den yngste någonsin att spela en Davis Cup-match i tennis, när han i sin debut för svenska landslaget besegrar nyzeeländaren Onny Parun [7].
- 11 maj – I Stockholm deltar 10 000 människor i en miljömarsch för en bilfri innerstad [5].
- 18 maj – Den svenska regeringen utfärdar förbud för tung trafik under midsommar och vid industrisemesterns början och slut [5].
- 22 maj
  - Ceylon blir Republiken Sri Lanka.[10]
  - USA:s president Richard Nixon besöker som förste amerikanska president Sovjetunionen, vilket ses som en viktig del i 1970-talets avspänningspolitik mellan stormakterna [7]. Där undertecknar han tillsammans med Leonid Brezjnev SALT-avtalet som begränsar kapprustning [4].
- 26 maj – Den svenska arbetarskyddsstyrelsen förbjuder högre ljudvolym än 90 decibel på svenska diskotek [5].
- 29 maj – Sveriges riksdag röstar om försvarsbeslutet 1972.

### Juni
- 1 juni – Den svenska popgruppen Abba (Agnetha, Benny, Björn & Anni-Frid) släpper sin debutsingel People Need Love [11].
- 4 juni – Svarta aktivisten Angela Davis, anklagad för mord, frias vid rättegång i USA [4].
- 11 juni – Världens äldsta radioprogram, Barnens brevlåda, med Sven Jerring, som sänts sedan Sveriges Radios start 1925 går för 1 785:e och sista gången [5].
- 12 – FN:s första miljövårdskonferens, med deltagare från hela världen, hålls i Stockholm [7]. Den pågår till 16 juni och ger inte så stora resultat, men är en milstolpe inom miljöhistoria, eftersom den inleder världens miljötänkande.
- 14 juni – 87 personer omkommer då en DC-8 från Japan Airlines störtar strax före landning utanför New Delhi, Indien [3].
- 15 juni – 81 personer omkommer då en Convair från Cathay Pacific i Hongkong störtar efter sabotage i Sydvietnam [3].
- 16 juni – 107 personer omkommer då två lokala snälltåg kolliderar i en tunnel utanför Soissons i norra Frankrike [3].
- 18 juni – 118 personer omkommer då ett Trident–jetflygplan från BEA störtar strax efter start från Heathrows lufthamn utanför London [3].
- 19 juni
  - 40 000 piloter runtom i världen strejkar under ett dygn i protest mot att inget görs för att stoppa flygplanskapningar [2].
  - Watergateinbrottet [1].

### Juli
- Juli – Den franska stationen Dumont d'Urville i Antarktis uppmäter en vindhastighet på 327 km/h, vilket är rekord för jorden.
- 1 juli – Ett- och tvåöringarna upphör att gälla som svenska betalningsmedel då inflationen gjort dem värdelösa [7].
- 6 juli – Stora renbetesarealer förstörs vid skogsbränder i Finnmark fylke, Norge.[6].
- 8 juli – Anwar Sadat utvisar alla sovjetiska rådgivare ur Egypten.
- 16 juli – Kungliga Vetenskapsakademien blir av med sin ensamrätt på att ge ut almanackor i Sverige [12].
- 21 juli – 22 bomber, ditsatta av Provisoriska IRA exploderar i Belfast, Nordirland; 9 personer dödas och 130 skadas allvarligt.[13]
- 22 juli – Ett frihandelsavtal mellan EFTA och EEC undertecknas [14] där bland andra Sverige ingår [2].
- 31 juli
  - Klockan 4:00 på morgonen börjar brittiska armén återta förbjudna områden som införts av irländska republikanska paramilitärer i Belfast, Derry ("Free Derry") och Newry.[13]
  - "Blodiga måndagen": Klockan 10:00 på förmiddagen exploderar tre bilbomber i Claudy, County Londonderry, och dödar 9 personer. 2010 avslöjas för allmänheten att en lokal katolsk präst var medlem av provisoriska IRA som antogs vara inblandade.[15]

### Augusti

De 20:e Olympiska sommarspelen hölls i München, Västtyskland.

- 4 augusti – Ugandas president Idi Amin beslutar att utvisa alla asiater med brittiska pass [7].
- 14 augusti – 156 personer omkommer då ett Iljusjinflygplan från Interflug störtar efter start från Berlin-Schönefelds flygplats i Berlin i Östtyskland [3].
- 11 augusti – Sedan 23 juli rasar skogs- och torvbränder utanför Moskva, Ryska SSR, Sovjetunionen. 16 000 man kämpar mot elden.[6].
- 18 augusti – Femton interner rymmer från Kumlaanstalten [16].
- 26 augusti – De 20:e olympiska sommarspelen invigs med deltagare från 121 länder [7].

### September

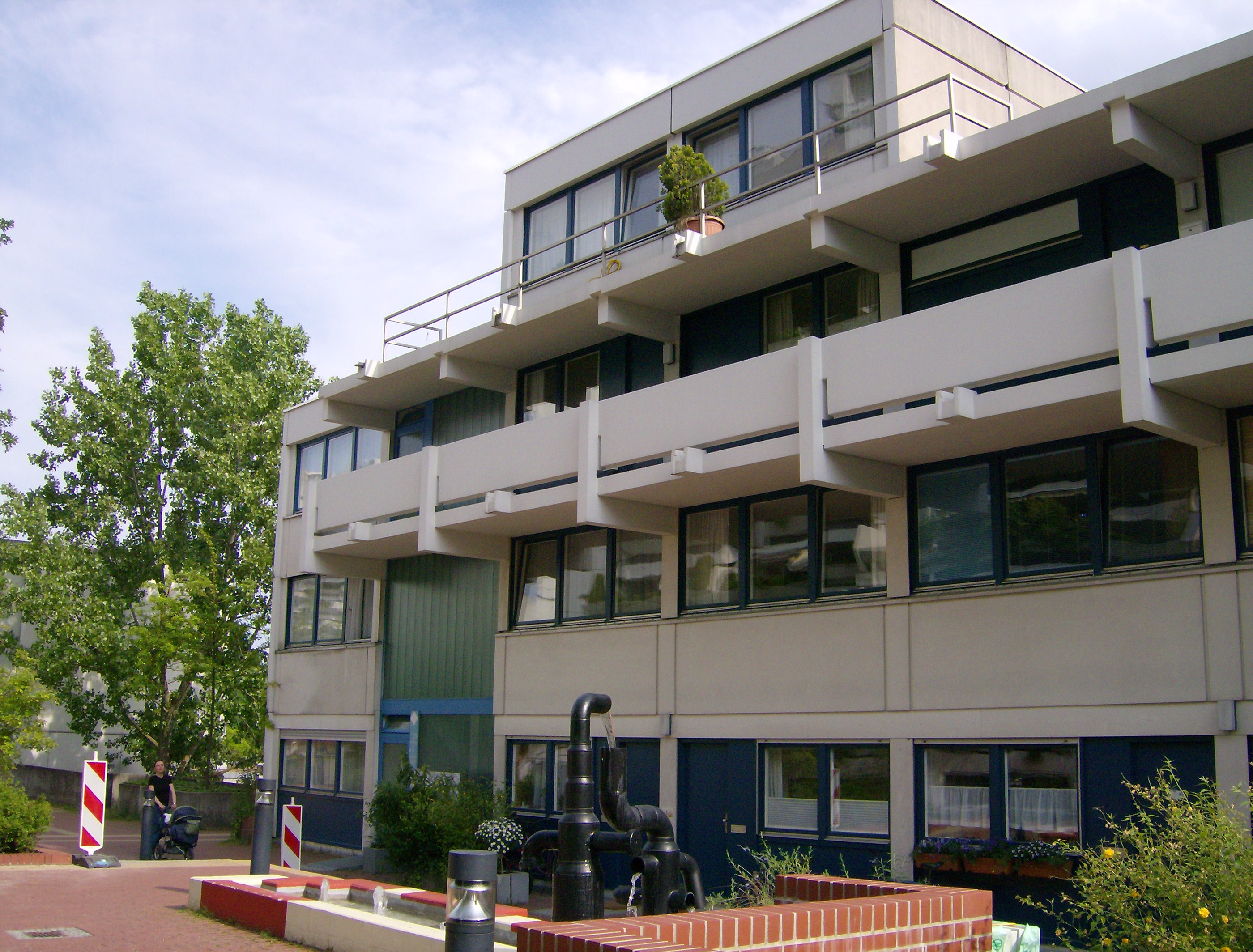
Münchenmassakern.

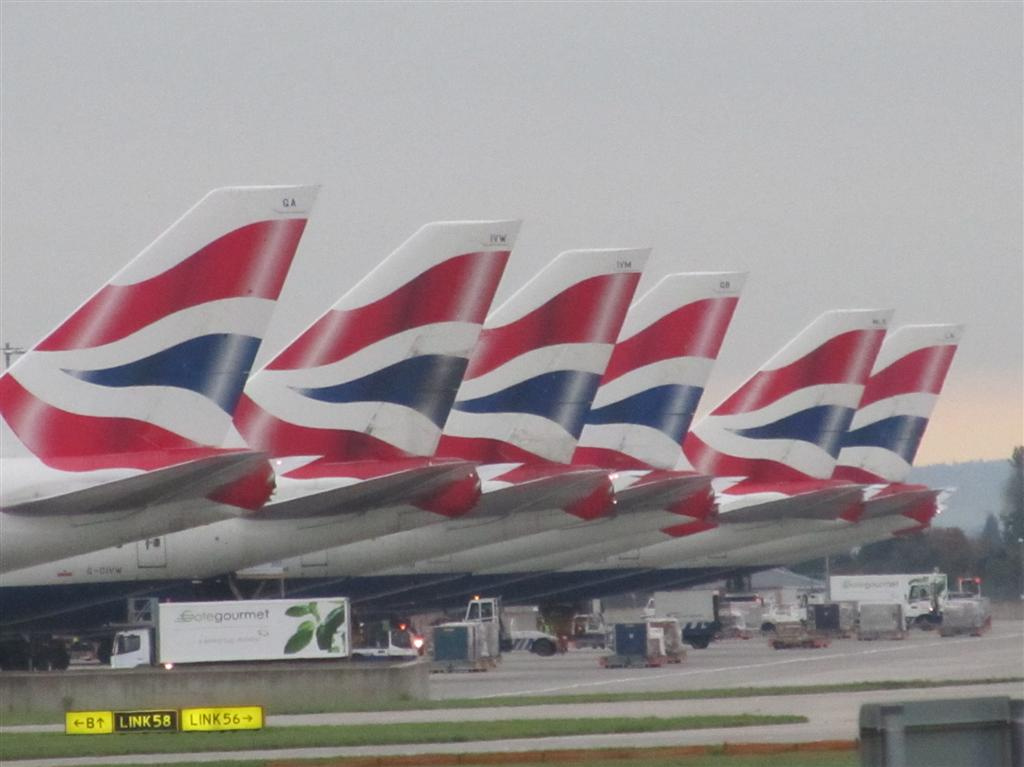
Flygbolaget British Airways grundas.

- 1 september – Flygbolaget British Airways grundas.
- 2 september – Bobby Fischer, USA besegrar Boris Spasskij, Sovjetunionen i Reykjavik och blir ny världsmästare i schack [7], 29 år gammal [4].
- 5 september – 16 personer dödas då palestinska terrorister anfaller israeliska idrottare under olympiska sommarspelen i München [7].
- 15 september – Tre kroater kapar ett svenskt inrikesflygplan och tvingar ner det i Malmö. Kaparna kräver att sju fångar, bland andra den jugoslaviske ambassadörens mördare skall friges och föras till flygplanet. Sveriges regering tillmötesgår kravet, och då alla passagerare släppts oskadda flygs planet mot Madrid med kapare och fängelseinterner inuti [7].
- 22 september – Tunnor med cyankaliumhaltigt innehåll från bland annat Sverige hittas i Belgien.[6].
- 23 september
  - Filippinernas presidents Ferdinand Marcos utfärdar Proclamation No. 1081[17] som inför krigslagar i Filippinerna.
  - 32 personer, bland dem 20 svenskar, omkommer vid en restaurangbrand på Rhodos [3].
- 24 september – Ett F-86-krigsflygplan som lämnar en flyguppvisning på Sacramento Executive Airport kraschar mot Farrell's Ice Cream Parlor, varvid 12 barn och 11 vuxna dödas.[18]
- 26 september – Norge röstar med drygt 53 % emot medlemskap i EG [7].
- 29 september – Volvo köper 33% av det nederländska bilföretaget DAF [5].

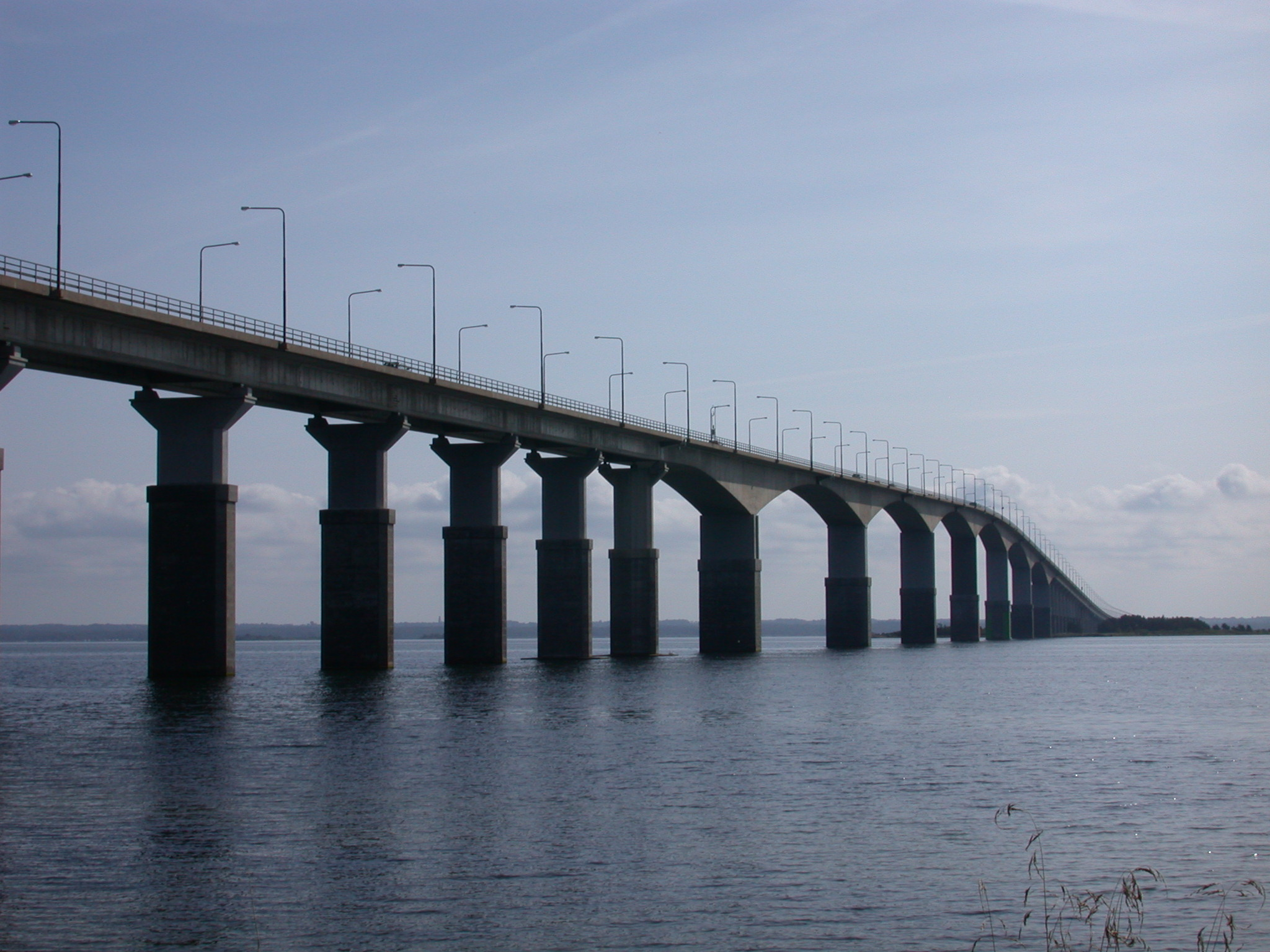
Ölandsbron över Kalmarsund invigs

- 30 september – Ölandsbron över Kalmarsund invigs [7] av Sveriges kronprins Carl Gustaf. Bron är 1972, med sina 6 070 meter, Sveriges [2] och Europas längsta bro [4]. Över 50 000 personer följer invigningen [19].

### Oktober
- Oktober – Somalias president Mohamed Siad Barre inför det somaliska alfabetet som Somalias officiella skriftspråk.[20]
- 2 oktober – Med 63,4 % av rösterna vinner ja-sidan en folkomröstning i Danmark om EG-medlemskap [7].
- 13 oktober - Uruguayan Air Force Flight 571 med 45 människor ombord, varav ett uruguayanskt rugbylag, kraschar i Anderna. 12 dör direkt i kraschen. 33 överlever, men 17 av dem kommer sedan att dö under den tiden de blir strandsatta i Anderna.
- 18 oktober – Regeringen Bratteli I avgår i Norge. Regeringen Korvald tillträder.
- 25 oktober – En ny motorväg på E4 från Märsta/Arlanda till Uppsala öppnas för trafik.

### November
- 4 november – Finland erkänner Förbundsrepubliken Tyskland[21]
- 5 november – Republikanen Richard Nixon besegrar demokraten George McGovern vid presidentvalet i USA.
- 19 november – Västtyskland går till förbundsdagsval.
- 22 november – Alice Babs utnämns till svensk hovsångerska [2].
- November – Svenska centerpartiets förtroenderåd säger nej till sammanslagning med Folkpartiet.

### December

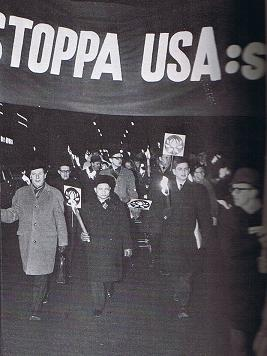
Olof Palmes jultal 1972.

- December – 115 000 ton olja rinner ut då tankern Sea Star går på grund vid Persiska vikens inlopp [6].
- 2 december – Sveriges riksdag godkänner Sveriges deltagande i frihandelsavtalet mellan EFTA och EEC.
- 3 december – Nybyggda Sturups flygplats i Malmö öppnas för trafik [7].
- 10 december – Sveriges kronprins Carl Gustaf gör debut som nobelprisutdelare, Heinrich Böll får nobelpriset i litteratur [4].
- 11 december
  - Brasilien inför lagstiftning rörande hushållsanställda.[22]
  - Apollo 17 landar på månen.
- 14 december – Sverige avskaffar dödsstraffet, i fredstid avskaffat sedan 1921, även i krigstid genom beslut i Sveriges riksdag [23].
- 21 december – Sverige erkänner Östtyskland [14] sedan Västtyskland etablerat kontakter med Östtyskland.
- 22 december-23 december 16 människor, som överlevde en flygkrasch, räddas i Anderna efter att ha varit strandsatta där sedan den 13 oktober. De berättar senare att de var tvungna att äta de döda kropparna för att överleva. Det blir sedan känt som Miraklet i Anderna.
- 22 december – Ingmar Bergmans film Viskningar och rop har världspremiär i New York [5].
- 23 december
  - Sveriges statsminister Olof Palme fördömer i ett tal USA:s upptrappade flygbombningar av civila mål i Nordvietnam, vilket skakar de redan kärva svensk-amerikanska relationerna [7]. Olof Palme jämför bombningarna med diverse politiska våldsdåd i historien, och USA bryter de diplomatiska förhållandena med Sverige.
  - 40 personer omkommer och 25 överlever då ett norskt passagerarflygplan störtar vid Oslo, Norge [3].
- 28 december – De fem partierna i Sveriges riksdag enas om en gemensam manifestation mot USA:s krigsförbrytelser i Indokina, och samtidigt startar en Sverige-omfattande namninsamling för fred i konflikten [2].

### Okänt datum
- Turkiet förbjuder all vallmoodling och opiumproduktion [24].
- Den svenska värnpliktsutbildningen sätts till 227 dagar.
- Arbetskraftsinvandringen stoppas i Sverige, liksom i andra västeuropeiska länder.
- Ett nordiskt kulturavtal sluts.
- Danspaviljongen Carpella byggs i Karperö i finska Korsholm.
- Det sista svenska fyrskeppet på stationen Falsterborev tas ur bruk.
- I Sverige avskaffas de sista realskolorna och kommunala mellanskolorna kring denna tid.
- I Köpenhamn, Danmark läggs "Husassistenternes Fagskole" ned [25].
- Sveriges första kommersiella kärnkraftverk startas i Simpevarp [5].
- Sveriges första invandrarminister införs [26].
- Sveriges första feministiska kampanj mot herrtidningarnas löpsedlar genomförs [27]-
- GB-Sandwich - sandwichglass utan pinne, vaniljglass mellan två mjuka chokladkex, lanseras.

## Födda

### Januari
- 2 januari
  - Mattias Norström, svensk ishockeyspelare.
  - Paweł Januszewski, polsk friidrottare.
- 4 januari – Rennie Mirro, svensk skådespelare och dansare.
- 5 januari – Philip Davies, brittisk parlamentsledamot för Conservative från 2005.
- 8 januari – Anders Östling, svensk bandyspelare.
- 11 januari – Amanda Peet, amerikansk skådespelare.
- 12 januari – Espen Knutsen, norsk ishockeyspelare.
- 13 januari – Nicole Eggert, amerikansk skådespelare.
- 19 januari
  - Drea de Matteo, amerikansk skådespelare.
  - Mikie Sherrill, amerikansk demokratisk politiker.
- 20 januari – Olle Sarri, svensk skådespelare.
- 21 januari – Yasunori Mitsuda, japansk tonsättare och musiker, främst känd för sina TV-spelssoundtracks.
- 22 januari
  - Gabriel Macht, amerikansk skådespelare.
  - Gonzalo Rodríguez, uruguayansk racerförare.
- 24 januari
  - Björn Berg, svensk beachvolleyspelare.
  - Allison DuBois, amerikanskt medium.
- 30 januari – Peder Fredricson, svensk ryttare.

### Februari
- 2 februari – Dana International, israelisk sångare.
- 3 februari – Jesper Kyd, dansk kompositör.
- 7 februari
  - Oscar Harryson, svensk röstskådespelare och ljudtekniker.
  - Akiko Suwanai, japansk klassisk violinist.
- 8 februari – Big Show, amerikansk professionell fribrottare
- 9 februari – Crispin Freeman, amerikansk röstskådespelare.
- 13 februari – Virgilijus Alekna, litauisk diskuskastare.
- 14 februari – Andreé Jeglertz, svensk fotbollstränare och fotbollsspelare.
- 15 februari – Jaromír Jágr, tjeckisk ishockeyspelare.
- 16 februari – Sarah Clarke, amerikansk skådespelare.
- 17 februari
  - Billie Joe Armstrong, amerikansk rocksångare/gitarrist i gruppen Green Day.
  - Taylor Hawkins, amerikansk musiker, trummis i Foo Fighters.
- 20 februari
  - k-os, eg. Kheaven Brereton, kanadensisk musiker.
  - Aksel Morisse, svensk skådespelare.
- 24 februari – Chris Fehn, amerikansk musiker, slagverkare i Slipknot.
- 29 februari
  - Magnus Kihlstedt, svensk fotbollsspelare, målvakt.
  - Antonio Sabato Jr., skådespelare.

### Mars
- 2 mars
  - Daniel Möllberg, svensk regissör och manusförfattare.
  - Fredrik Öberg, svensk ishockeydomare och ishockeyspelare.
- 3 mars – Henrik Norberg, svensk skådespelare.
- 4 mars
  - Jos Verstappen, nederländsk racerförare.
  - Peter Mangs, svensk mördare.
  - Tag Adams, amerikansk porrskådespelare.
- 5 mars – Gloria Tapia, svensk skådespelare.
- 6 mars – Shaquille O'Neal, amerikansk basketspelare.
- 8 mars
  - Joakim Gräns, svensk skådespelare.
  - Jakob Sveistrup, dansk schlagerartist och lärare.
  - Lena Sundström, svensk journalist och författare.
- 10 mars – Marcus Olsson, svensk kortfilmsregissör och teaterregissör.
- 11 mars – Konstantin Drapezo, vitrysk musiker.
- 15 mars – Ibrahim Baylan, svensk-assyrisk/syriansk socialdemokratisk politiker, partisekreterare och statsråd.
- 17 mars – Melissa Auf der Maur, kanadensisk sångare och basist.
- 18 mars – Reince Priebus, amerikansk republikansk politiker.
- 20 mars
  - Alexander Kapranos, sångare i bandet Franz Ferdinand.
  - Pedro Lamy, portugisisk racerförare.
- 21 mars – Balázs Kiss, ungersk friidrottare.
- 22 mars – Cory Lidle, amerikansk basebollspelare.
- 23 mars – Jonas Björkman, svensk tennisspelare.
- 25 mars – Naftali Bennett, israelisk politiker.
- 28 mars – Keith Tkachuk, amerikansk ishockeyspelare.
- 30 mars
  - Mili Avital, israelisk skådespelare.
  - Karel Poborský, tjeckisk fotbollsspelare.

### April
- 1 april – Björn Höcke, tysk politiker.
- 3 april – Jennie Garth, amerikansk skådespelare.
- 8 april – Paul Gray, amerikansk musiker, basist i Slipknot.
- 17 april
  - Jennifer Garner, amerikansk skådespelare.
  - Johannes Bah Kuhnke, svensk musikalsångare och skådespelare.
- 19 april – Vitor Borba "Rivaldo" Ferreira, brasiliansk fotbollsspelare.
- 20 april
  - Carmen Electra, amerikansk skådespelare.
  - Jakob Stefansson, svensk skådespelare.
- 25 april – Sofia Helin, svensk skådespelare.
- 29 april – Niclas Fasth, svensk golfspelare.

### Maj
- 1 maj – Royston Langdon, brittisk musiker.
- 2 maj – The Rock, amerikansk fribrottare och skådespelare.
- 4 maj – Mike Dirnt, amerikansk musiker, basist i Green Day.
- 5 maj
  - Zigmund Palffy, slovakisk ishockeyspelare.
  - Mikael Renberg, svensk ishockeyspelare.
- 6 maj – Martin Brodeur, kanadensisk ishockeyspelare, målvakt.
- 7 maj – Peter Dubovský, slovakisk fotbollsspelare.
- 8 maj – Darren Hayes, australisk musiker, sångare i Savage Garden 1997–2001.
- 9 maj
  - Claire Ward, brittisk parlamentsledamot för Labour 1997–2010.
  - Gillian Kearney, brittisk skådespelare.
- 15 maj
  - Efrat Rayten, israelisk skådespelare och TV-personlighet, höjdhoppare.
  - Danny Alexander, brittisk liberaldemokratisk politiker.
- 17 maj – Walter Bäcklin, svensk kompositör, musikmixare och musikproducent.
- 19 maj – Jenny Berggren, svensk sångare
- 20 maj – Andreas Lundstedt, svensk musiker, sångare i Alcazar.
- 21 maj – The Notorious B.I.G., amerikansk Rap-artist.
- 22 maj – Alison Eastwood, amerikansk skådespelare.
- 23 maj – Rubens Barrichello, brasiliansk racerförare.
- 25 maj – Titti Schultz, svensk radioprogramledare.
- 28 maj
  - Michael Boogerd, nederländsk tävlingscyklist.
  - Jari Ronkainen, finländsk politiker.

### Juni
- 2 juni –Wentworth Miller, amerikansk skådespelare
- 6 juni – Marko Kiprusoff, finländsk ishockeyspelare.
- 7 juni
  - Ben Ray Luján, amerikansk demokratisk politiker.
  - Karl Urban, nyzeeländsk skådespelare.
- 10 juni – Linus Brohult, svensk chefredaktör för tidningen Mobil.
- 23 juni – Selma Blair, amerikansk skådespelare.
- 24 juni – Robbie McEwen, australisk tävlingscyklist.
- 27 juni – Kim Sulocki, svensk skådespelare.
- 28 juni – Alessandro Nivola, amerikansk skådespelare.
- 29 juni – Samantha Smith, känd som fredsduvan.

### Juli
- 1 juli
  - Claire Forlani, brittisk skådespelare.
  - Davit Bakradze, georgisk politiker, diplomat och talman i det georgiska parlamentet.
- 2 juli – Christian von Koenigsegg, svensk entreprenör, grundare av Koenigsegg.
- 4 juli – Nina Badrić, kroatisk sångerska.
- 10 juli
  - Dimitra Asilian, grekisk vattenpolospelare.
  - Sofía Vergara, colombiansk modell, skådespelerska och TV-producent
- 11 juli – Michael Rosenbaum, amerikansk skådespelare.
- 15 juli – Dan Håfström, svensk journalist och barnskådespelare.
- 19 juli – Laurent Binet, fransk författare.
- 22 juli – Helen Ahlsson, svensk filmproducent, regissör och manusförfattare.
- 23 juli
  - Giovane Elber, brasiliansk fotbollsspelare.
  - Marlon Wayans, amerikansk skådespelare
- 26 juli – Anders Hall, svensk moderat politiker, ordförande för Fria Moderata Studentförbundet 1996–1998.
- 28 juli – Elizabeth Berkley, amerikansk skådespelare.
- 31 juli – Tami Stronach, tysk skådespelare och dansare.

### Augusti
- 2 augusti
  - Corinne Rey-Bellet, schweizisk utförsåkare.
  - Jenny Strömstedt, svensk journalist och programledare.
- 3 augusti
  - Sandis Ozolinsh, lettisk ishockeyspelare.
  - Brigid Walsh, amerikansk skådespelare.
- 6 augusti – Geri Halliwell, brittisk sångare.
- 8 augusti – Masahiro Nakai, japansk musiker, medlem i popbandet SMAP.
- 10 augusti – Inday Ba, brittisk skådespelare.
- 12 augusti – Rebecca Gayheart, amerikansk skådespelare.
- 14 augusti
  - Daniella Josberg, svensk författare, mördad.
  - Yamilé Aldama, sudanesisk friidrottare.
- 15 augusti – Ben Affleck, amerikansk skådespelare.
- 16 augusti – Emily Robison, amerikansk countrysångerska, medlem i Dixie Chicks.
- 19 augusti
  - Roberto Abbondanzieri, argentinsk fotbollsmålvakt.
  - Sammi Cheng, kinesisk skådespelare.
  - James Comer, amerikansk republikansk politiker.
- 28 augusti – Luciano Astudillo, svensk socialdemokratisk politiker.
- 29 augusti – Bae Yong-jun, sydkoreansk skådespelare.
- 30 augusti
  - Cameron Diaz, amerikansk skådespelare och fotomodell.
  - Musse Hasselvall, svensk passare, elektriker och skådespelare.
  - Markus Karlsson, svensk fotbollsspelare.
  - Pavel Nedved, tjeckisk fotbollsspelare.
- 31 augusti – Chris Tucker, amerikansk skådespelare.

### September
- 2 september – Sergej Trifunović, serbisk skådespelare.
- 6 september – Idris Elba, brittisk skådespelare, sångare, rappare och DJ
- 8 september – Markus Babbel, tysk fotbollsspelare.
- 9 september – Henrik Bergqvist, svensk musiker, spelar elgitarr i The Poodles.
- 10 september – James Duval, amerikansk skådespelare.
- 12 september
  - Anders Aukland, norsk längdskidåkare.
  - Jason Statham, brittisk skådespelare.
- 18 september – David Jefferies, brittisk roadracingförare.
- 19 september
  - Erik Eckerdal, svensk biskop.
  - Gunnar Strömmer, svensk justitieminister.
- 21 september – Liam Gallagher, brittisk musiker, sångare i Oasis.
- 23 september – Karl Pilkington, brittisk skådespelare
- 27 september – Gwyneth Paltrow, amerikansk skådespelare.
- 28 september – Joseph Arthur, amerikansk rockmusiker, sångare och låtskrivare.
- 29 september
  - Jörgen Jönsson, svensk ishockeyspelare.
  - Samir Aboud, libysk fotbollsspelare.
- 30 september – Ari Behn, norsk författare, gift med Märtha Louise av Norge.

### Oktober
- 2 oktober
  - Natanael Karlsson, svensk journalist, programledare och komiker.
  - Fredric Jaensson, svensk ishockeyspelare.
- 3 oktober – Martin Stenmarck, svensk artist, vinnare av Melodifestivalen 2005.
- 6 oktober – Andreas Jakobsson, svensk fotbollstränare, tidigare fotbollsspelare.
- 7 oktober
  - Olle Palmlöf, svensk radiopratare, TV-programledare och komiker.
  - André Pops, svensk sportkommentator och programledare på SVT.
- 8 oktober – Tricia Vessey, amerikansk skådespelare.
- 11 oktober – Claudia Black, australisk skådespelare.
- 14 oktober – Ken Vedsegaard, dansk skådespelare.
- 15 oktober
  - Matt Keeslar, amerikansk skådespelare.
  - Sandra Kim, belgisk sångare.
- 17 oktober
  - Eminem (född Marshall Bruce Mathers III), amerikansk hiphop-sångare, låtskrivare.
  - Tarkan, tysk–turkisk musiker.
  - Jari Lipponen, finländsk idrottare.
- 18 oktober – Ylva Hällen, programledare för SVT:s barnprogram Bolibompa.
- 19 oktober – Linda Örtenblad, svensk författare.
- 20 oktober – Brian Schatz, amerikansk demokratisk politiker.
- 23 oktober
  - Daniel Franzén, svensk arkitekt och designer.
  - Yaba Holst, svensk skådespelare, regissör, producent och skribent.
- 27 oktober – Maria Mutola, friidrottare, 800-meterslöpare från Moçambique.

### November
- 1 november
  - Mario Barth, tysk komiker.
  - Toni Collette, australisk skådespelare.
  - Jenny McCarthy, amerikansk fotomodell och skådespelare.
- 6 november – Thandie Newton, brittisk skådespelare.
- 9 november – Lasse Lindroth, svensk stand-up-komiker och skådespelare.
- 10 november
  - Joel Borgstrand, svensk fotbollsspelare.
  - Dagfinn Lyngbø, norsk komiker och skådespelare.
- 12 december – Wilson Kipketer, kenyansk och dansk friidrottare.
- 14 november – Tilde de Paula Eby, svensk programledare och journalist.
- 16 november
  - Missi Pyle, amerikansk skådespelare.
  - Nadja Weiss, svensk skådespelare.
- 19 november – Linda Hammar, svensk skådespelare.
- 20 november – Riddick Parker, amerikansk fotbollsspelare.
- 23 november – Chris Adler, amerikansk metaltrummis.
- 25 november – Fabian Bengtsson, svensk företagsledare, VD för Siba.
- 29 november – Oscar Ackeström, svensk ishockeyspelare.

### December
- 1 december – Norbert Wójtowicz, polsk historiker och romersk-katolsk teolog.
- 7 december – Hermann Maier, österrikisk alpin skidåkare.
- 8 december – Tony Olsson, svensk brottsling.
- 9 december – Tré Cool, amerikansk musiker, trummis i Green Day från 1990.
- 10 december – Brian Molko, brittisk musiker.
- 11 december
  - Daniel Alfredsson, svensk ishockeyspelare.
  - Sami Al-Jaber, saudisk fotbollsspelare.
- 13 december – Mark Morton, gitarrspelare i gruppen Lamb of God.
- 15 december – Laila Bagge, svensk programledare, sångerska och radiopratare.
- 18 december
  - Anzjela Balachonova, ukrainsk friidrottare.
  - Jessika Roswall, svensk politiker och statsråd.
- 19 december – Alyssa Milano, amerikansk skådespelare.
- 22 december – Vanessa Paradis, fransk skådespelare.
- 29 december – Jude Law, brittisk skådespelare.

## Avlidna

### Första kvartalet

#### Januari
- 1 januari – Maurice Chevalier, 83, fransk sångare och skådespelare.
- 2 januari – Nelly Thüring, 96, svensk fotograf och socialdemokratisk politiker.
- 3 januari – Frans Masereel, 82, belgisk konstnär.
- 4 januari – Carl-Olof Anderberg, 57, svensk kompositör och musikarrangör.
- 7 januari
  - Bodil Koch, 68, dansk socialdemokratisk politiker.
  - André Numès Fils, 75, fransk skådespelare.
- 10 januari – Ernst Westerberg, 82, svensk filmfotograf.
- 14 januari – Fredrik IX, 72, kung av Danmark sedan 1947[1].
- 16 januari – Artur von Schmalensee, 71, svensk arkitekt.
- 20 januari – Lorentz Bolin, 84, svensk biolog, lärare och författare.
- 22 januari – Miguel Gustavo, 49, brasiliansk journalist och kompositör.
- 25 januari – Gunnar Brinck, 76, svensk militär.
- 25 januari – Erhard Milch, 79, tysk militär, generalfältmarskalk 1940, krigsförbrytare.
- 27 januari – Mahalia Jackson, 60, amerikansk gospelsångare.
- 28 januari – Dino Buzzati, 65, italiensk författare, journalist och målare.
- 31 januari
  - Mahendra, 51, kung av Nepal sedan 1955.
  - Fritiof Nilsson Piraten, 76, svensk författare[5].

#### Februari
- 2 februari
  - Natalie Clifford Barney, 95, amerikansk författare.
  - Maria Goeppert-Mayer, 65, tysk-amerikansk fysiker, nobelpristagare.
- 7 februari – Sinclair Weeks, 78, amerikansk republikansk politiker, USA:s handelsminister 1953–1958.
- 13 februari – Ester Textorius, 88, svensk skådespelare.
- 14 februari
  - Eino Kalima, 89, finländsk teaterchef.
  - Gunnar Odelryd, 68, svensk rekvisitör, filmarkitekt, inspicient och producent.
- 15 februari – Edgar Snow, 66, amerikansk journalist.
- 16 februari – Frank Porter Graham, 85, amerikansk demokratisk politiker och professor, senator 1949–1950.
- 25 februari – Hilma Granqvist, 81, finländsk Palestinaforskare och sociolog.
- 27 februari
  - Viktor Barna, 60, ungersk-brittisk bordtennisspelare.
  - Ivar Rooth, 83, svensk riksbankschef, chef för IMF.

#### Mars
- 5 mars – Conny Söderström, 60, svensk operasångare (tenor).
- 8 mars
  - Erich von dem Bach-Zelewski, 73, tysk SS-officer.
  - Robert Dinesen, 97, dansk regissör, producent och manusförfattare.
- 9 mars – Karl Gustav Linden, 62, svensk ämbetsman.
- 19 mars – Ruben Josefson, 64, svensk ärkebiskop sedan 1967.
- 23 mars – Cristóbal Balenciaga, 77, spansk modeskapare.

### Andra kvartalet

#### April
- 2 april – Franz Halder, 87, tysk general.
- 3 april – Buford Ellington, 64, amerikansk demokratisk politiker, guvernör i Tennessee 1959–1963 och 1967–1971.
- 6 april – Heinrich Lübke, 77, tysk politiker, jordbruks-, närings- och skogsminister 1953–1959 och förbundspresident 1959–1969.
- 11 april
  - Hermann Böhm, 88, tysk sjömilitär, generalamiral 1941.
  - Alf Jörgensen, 58, svensk filmproducent, manusförfattare och sångtextförfattare.
- 14 april – Erling Eidem, 91, svensk ärkebiskop 1931–1950.
- 20 april – Lars Perne, 49, svensk sångtextförfattare och sketchförfattare.
- 21 april – Fritiof Billquist, 70, svensk skådespelare och författare.
- 27 april – Kwame Nkrumah, 62, ghanansk politiker; det självständiga Ghanas förste president 1957–1966.
- 28 april – Robert W. Upton, 88, amerikansk republikansk politiker, senator 1953–1954.

#### Maj
- 1 maj – Artur Rolén, 77, svensk skådespelare, sångare och revyartist.
- 3 maj – Tor Wallén, 80, svensk skådespelare och korist.
- 6 maj – Deniz Gezmiş, 25, turkisk kommunistledare.
- 7 maj – Nils Söderman, 71, svensk kapellmästare, kompositör och musiker (piano).
- 11 maj – Eric Malmlöf, 83, svensk skådespelare.
- 13 maj – Dan Blocker, 43, amerikansk skådespelare.
- 15 maj – Maja Cederborgh, 86, svensk skådespelare.
- 28 maj
  - Edvard VIII, 77, kung av Storbritannien och Irland 20 januari–11 december 1936.
  - Anna Hammarén, 83, svensk skådespelare.
  - Hjalmar Lundholm, 83, svensk skådespelare.

#### Juni
- 7 juni – Charlie Mills, 83, tysk travtränare och travkusk.
- 11 juni – Joakim Bonnier, 42, svensk racerförare (omkom vid krasch i Paris).[4]
- 12 juni – Saul Alinsky, 63, amerikansk författare.
- 14 juni – Olle Olsson Hagalund, 67, svensk konstnär.[5]
- 15 juni – Bengt-Olof Granberg, 64, svensk skådespelare.

### Tredje kvartalet

#### Juli
- 2 juli
  - Tord Stål, 65, svensk skådespelare.
  - Lena Svedberg, 26, svensk konstnär.
- 7 juli – Elsa Textorius, 83, svensk skådespelare.
- 8 juli – Ghassan Kanafani, 36, palestinsk författare, journalist och aktivist, mördad.
- 18 juli – Göran Gentele, 54, svensk skådespelare, regissör och manusförfattare, operachef i Stockholm och New York [5].
- 27 juli – Richard von Coudenhove-Kalergi, 77, österrikisk greve, filosof och geopolitiker.
- 29 juli – John Degerberg, 80, svensk skådespelare.
- 30 juli – Lennart "Lill-Strimma" Svedberg, 28, svensk ishockeyspelare.

#### Augusti
- 13 augusti
  - Carl Malmsten, 83, svensk inredningsarkitekt och möbelarkitekt.
  - Ralph Tyler Smith, 56, amerikansk republikansk politiker, senator 1969–1970.
- 15 augusti – Sangrid Nerf, 40, svensk skådespelare.
- 29 augusti – Lale Andersen, 67, tysk skådespelare och sångare.

#### September
- 2 september – John Hutchinson, 88, brittisk botaniker.
- 6 september – David Mark Berger, 28, amerikansk-israelisk tyngdlyftare, mördad.
- 15 september – Ásgeir Ásgeirsson, 78, Islands president 1952–1968.
- 25 september – Alejandra Pizarnik, 36, argentinsk poet.
- 30 september – Karl M. Le Compte, 85, amerikansk republikansk politiker, kongressledamot 1939–1959.

### Fjärde kvartalet

#### Oktober
- 8 oktober – Prescott Bush, 77, amerikansk senator för delstaten Connecticut och affärsman.
- 19 oktober – Said bin Taimur, 62, sultan av Oman.
- 24 oktober – Jackie Robinson, 53, amerikansk basebollspelare.
- 25 oktober – Doyle E. Carlton, 87, amerikansk demokratisk politiker, guvernör i Florida 1929–1933.
- 26 oktober – Igor Sikorsky, 83, amerikansk flygpionjär.

#### November
- 1 november
  - Waldemar Hammenhög, 70, svensk författare.
  - Ezra Pound, 87, amerikansk författare och poet.
- 6 november – Edward V. Long, 64, amerikansk demokratisk politiker, senator 1960–1968.
- 11 november
  - Vera Inber, 82, rysk författare.
  - Berry Oakley, 24, amerikansk elbasist, medlem i The Allman Brothers Band.
- 20 november – Ennio Flaiano, 62, italiensk författare, manusförfattare och journalist.
- 27 november – Elof Adolphson, 75, svensk militärmusiker och kompositör.
- 28 november – Sibylla av Sachsen-Coburg-Gotha, 64, svensk prinsessa, gift med den 1947 omkomne svenske arvprinsen Gustaf Adolf, mor till Carl XVI Gustaf[5].
- 30 november – Neil H. McElroy, 68, amerikansk affärsman och politiker, USA:s försvarsminister 1957–1959.

#### December
- 1 december – Antonio Segni, 81, italiensk politiker.
- 2 december – Ettore Bastico, 96, italiensk fältmarskalk.
- 3 december – Calle Flygare, 65, svensk skådespelare, regissör och ledare för teaterskola.
- 9 december – Harald Adamsson, 75, svensk fackföreningsman.
- 23 december – Andrej Tupolev, 84, sovjetisk flygplanskonstruktör, grundare av Tupolev.
- 25 december – Rajaji, 94, indisk jurist, författare, statsman och religiös personlighet, Indiens generalguvernör 1948–1950.
- 26 december – Harry S. Truman, 88, amerikansk politiker, USA:s president 1945–1953.
- 27 december – Lester B. Pearson, 75, kanadensisk politiker, mottagare av Nobels fredspris 1957, ledare för Kanadas liberala parti 1958–1968, premiärminister 1963–1968.

## Nobelpris
- Fysik
  - John Bardeen, USA
  - Leon Cooper, USA
  - Robert Schrieffer, USA
- Kemi
  - Christian Anfinsen, USA
  - Stanford Moore, USA
  - William Stein, USA
- Medicin
  - Gerald M Edelman, USA
  - Rodney R Porter, Storbritannien
- Litteratur – Heinrich Böll, Västtyskland
- Fred – Inget pris utdelades
- Ekonomi
  - John Hicks, USA
  - Kenneth Arrow, Storbritannien

### Fotnoter
1. 1 2 3 4  Faktakalendern 2000 – 1972 (Utlandet), Semic, 1999
2. 1 2 3 4 5 6 7 8 9  Sverige 1900-talet – 1972, NE, Bra Böcker, 2000
3. 1 2 3 4 5 6 7 8 9 10  Faktakalendern 1996, Semic, 1995
4. 1 2 3 4 5 6 7 8 9  100 år med Aftonbladet – 1972, 1999
5. 1 2 3 4 5 6 7 8 9 10 11 12 13  Hundra år i Sverige – 1972, Hans Dahlberg, Albert Bonniers, 1999
6. 1 2 3 4 5 6  Faktakalendern 1997, Semic, 1996
7. 1 2 3 4 5 6 7 8 9 10 11 12 13 14 15 16 17 18  20:e århundrades När Var Hur – 1972, Bernt Himmelstedt, Forum, 1999
8. ↑  ”Teknik 360 – Att köra ånglok i Bergslagen”. Arkiverad från originalet den 6 oktober 2010. https://web.archive.org/web/20101006045516/http://t360.idg.se/2.8229/1.339258/att-kora-anglok-i-bergslagen-i.
9. ↑  Faktakalendern 2006, Semic, 2005
10. ↑  ”Sri Lanka” (på engelska). World Statesmen. http://www.worldstatesmen.org/Sri_Lanka.html. Läst 23 september 2012.
11. ↑  ”ABBA 1972”. Arkiverad från originalet den 27 september 2010. https://web.archive.org/web/20100927190113/http://www.abbaannual.com/1972.htm.
12. ↑  ”Almanackor”. Arkiverad från originalet den 30 januari 2012. https://web.archive.org/web/20120130000329/http://www.almanackor.net/historia/. Läst 25 mars 2011.
13. 1 2  ”CAIN: Chronology of the Conflict – 1972”. Cain.ulst.ac.uk. Arkiverad från originalet den 5 mars 2011. https://web.archive.org/web/20110305015858/http://cain.ulst.ac.uk/othelem/chron/ch72.htm. Läst 10 februari 2012.
14. 1 2  Faktakalendern 2000 – 1972 (Sverige), 1999
15. ↑  ”Claudy bomb: conspiracy allowed IRA priest to go free”. BBC News Northern Ireland. 24 augusti 2010. Arkiverad från originalet den 30 januari 2011. https://web.archive.org/web/20110130225039/http://www.bbc.co.uk/news/uk-northern-ireland-11061296. Läst 25 augusti 2010.
16. ↑  75 år Sverige, Carl-Adam Nycop, Bra Böcker, 1976, sidan 228 – Hårda tag och trevlig tillvaro
17. ↑  ”Full Text – Proclamation 1081”. Arkiverad från originalet den 4 augusti 2012. https://web.archive.org/web/20120804032402/http://www.lawphil.net/executive/proc/proc_1081_1972.html.
18. ↑  ”Crash at Farrell's”. http://www.check-six.com/Crash_Sites/Sabrejet_crash_site.htm. Läst 16 mars 2008.
19. ↑  75 år Sverige, Carl-Adam Nycop, Bra Böcker, 1976, sidan 231 – Europas längsta bro till Öland
20. ↑  Economist Intelligence Unit (Great Britain), Middle East annual review, (1975), p.229
21. ↑  ”Om Tyskland på Utrikesministeriets sidor”. Arkiverad från originalet den 28 juli 2013. https://web.archive.org/web/20130728212006/http://formin.finland.fi/Public/default.aspx?nodeid=17253&contentlan=3&culture=sv-FI. Läst 1 december 2015.
22. ↑  Henrik Jönsson (13 november 2006). ”Förlåt, farmor – jag har hembiträde!”. Sydsvenskan. https://www.sydsvenskan.se/2006-11-13/kronika-forlat-farmor--jag-har-hembitrade. Läst 5 juni 2012.
23. ↑  ”Folkpartiet liberalerna i Danderyd 22 augusti 2007 – Dödsstraffets avskaffande i Sverige”. http://www.folkpartiet.se/Folkpartiet-nara-dig/Stockholms-lan/Kommuner/Danderyd/Vara-politiker-i-Danderyd/Fortroendevalda-2002-2006/Gunnar-Andren-riksdagsman-fp/Dodsstraffets-avskaffande-i-Sverige/.
24. ↑  ”Narkotika”. Arkiverad från originalet den 24 maj 2011. https://web.archive.org/web/20110524131828/http://members.fortunecity.com/simulatorsmusicsite/droger/narkotika.htm.
25. ↑  ”Dansk kvindebiografisk leksikon – Marie Christensen”. http://www.kvinfo.dk/side/597/bio/1033/.
26. ↑  Sverige 1900-talet – De nya svenskarna: Mellan assimilation och mångfald, NE, Bra Böcker, 2000
27. ↑  ”100 år med Aftonbladet”. http://wwwc.aftonbladet.se/special/1900/60/sex.html. – Vi var nyfikna – på sex, 1999